# قانون مكافحة الانفصال
قانون مكافحة الانفصال (بالصينية: 反分裂国家法) هو قانون جمهورية الصين الشعبية، أقرته الدورة الثالثة للمجلس الوطني العاشر لنواب الشعب الصيني. تم التصديق عليه بتاريخ 14 مارس 2005، ودخل حيز التنفيذ على الفور. أصدر الرئيس هو جين تاو القانون بموجب المرسوم الرئاسي رقم 34.  ورغم أن القانون، الذي يتألف من عشر مواد، قصير نسبيا، فإن المادة الثامنة منه شكلت رسميا السياسة التي تنتهجها جمهورية الصين الشعبية منذ فترة طويلة لاستخدام الوسائل العسكرية ضد استقلال تايوان في حالة أصبحت الوسائل السلمية مستحيلة بخلاف ذلك. لا يساوي القانون صراحةً بين "الصين" وجمهورية الصين الشعبية (المشار إليها في القانون باسم "الدولة").

## خلفية
تم دمج تايوان رسميًا في سلالة تشينغ في عام 1683. بعد الحرب الصينية اليابانية الأولى، تنازلت عنها أسرة تشينغ إلى الإمبراطورية اليابانية إلى الأبد في عام 1895. في نهاية الحرب العالمية الثانية، استسلمت اليابان لإدارة الكومينتانغ التابعة لجمهورية الصين. بعد تأسيس جمهورية الصين الشعبية عام 1949، ظلت تايوان وبعض الجزر المجاورة تحت سيطرة حكومة جمهورية الصين. في عام 1952، ألغت معاهدة تايبيه جميع المعاهدات والاتفاقيات والاتفاقات المبرمة سابقًا بين الصين واليابان قبل 9 ديسمبر 1941. في الوقت الحالي، تعتبر حكومة جمهورية الصين الشعبية تايوان مقاطعة تابعة للصين. وفقًا لجمهورية الصين الشعبية، فهي الحكومة الشرعية الوحيدة في الصين، وقد توقفت سيادة حكومة جمهورية الصين عندما فقدت السيطرة على البر الرئيسي الصيني في أعقاب الحرب الأهلية الصينية. وتزعم أن جمهورية الصين الشعبية تولت السيادة على كامل أراضي الصين في عامي 1949 و1950، بما في ذلك تايوان، على الرغم من أن الأخيرة ظلت تحت إدارة حكومة جمهورية الصين.
إن وجهة النظر الرسمية لجمهورية الصين هي أنها لم تتوقف عن الوجود في عام 1949 واستمرت في العمل ككيان سياسي سيادي في تايوان حتى يومنا هذا، مما يجعل العلاقة بين جمهورية الصين الشعبية وجمهورية الصين مماثلة للعلاقة بين الدول المقسمة الأخرى (مثل كوريا الشمالية وكوريا الجنوبية). إن الاعتراف الرسمي من قبل معظم المنظمات الدولية (مثل الأمم المتحدة ومنظمة الصحة العالمية) يقف إلى حد كبير إلى جانب جمهورية الصين الشعبية. في عام 1992، تم الاتفاق بين حكومتي الجانبين على "سياسة الصين الواحدة"، حيث أكد كل طرف على أن هناك "صين واحدة" فقط، في حين اختلف الطرفان حول الجانب الذي يمثل الحكومة الشرعية لها. ومع ذلك، يعارض بعض دعاة استقلال تايوان مطالبة جمهورية الصين الشعبية وجمهورية الصين بتايوان وشرعية السيادة الصينية على تايوان.
أشارت استطلاعات رأي متعددة أجريت في تايوان إلى وجود دعم ضئيل للغاية للتوحيد الفوري وفقًا لشروط جمهورية الصين الشعبية أو للإعلان الفوري عن الاستقلال.  وأظهرت استطلاعات الرأي أيضًا بشكل ثابت أن غالبية كبيرة من التايوانيين سوف يدعمون مناقشة الوحدة فقط إذا كانت الأنظمة الاقتصادية والسياسية للجانبين قابلة للمقارنة.  يبدو أن أغلبية سكان تايوان يؤيدون "الوضع الراهن"، ولكن هناك آراء مختلفة في المجتمع التايواني، وداخل جمهورية الصين الشعبية، وداخل المجتمع الدولي، حول ماهية الوضع الراهن. يتفق 74 بالمائة من الجمهور التايواني على أن "تايوان دولة مستقلة ذات سيادة" 
أدى إعادة انتخاب تشين شوي بيان لرئاسة جمهورية الصين  إلى استنتاج الكثيرين أن هناك زيادة في مشاعر الاستقلال في تايوان وأن هوية تايوانية جديدة تنشأ في الجزيرة والتي تعارض التماهي مع الصين. خلال الانتخابات التشريعية في جمهورية الصين عام 2004، كانت استراتيجية التحالف الأخضر هي محاولة الاستفادة من هذا الاتجاه للفوز بالأغلبية في المجلس التشريعي في تايوان. ومن بين بعض أنصار استقلال تايوان، يعتقد البعض أن الأغلبية الخضراء قد تجبر البلاد على إجراء استفتاء حاسم بشأن الإصلاح الدستوري، وربما المضي قدماً بالجزيرة نحو الاستقلال القانوني. وزعم العديد من أنصار استقلال تايوان، ومن بينهم الرئيس السابق لي تنج هوي، أن تايوان يجب أن تعلن استقلالها قبل عام 2008 على أساس النظرية القائلة بأن الضغوط الدولية بشأن أولمبياد بكين من شأنها أن تمنع جمهورية الصين الشعبية من استخدام القوة ضد تايوان.
وقد أثارت هذه الأحداث التي وقعت في أواخر عام 2004 قدراً كبيراً من القلق في بكين. وأشار المراقبون إلى أن كثيرين في بكين يعتقدون أن سياساتها تجاه تايوان قد فشلت، وذلك لأنها لم تكن لديها الحوافز الكافية لكسب دعم الرأي العام التايواني من أجل التوحيد، وفي الوقت نفسه، بدا أن كثيرين في تايوان لم يأخذوا تهديدات بكين المعلنة باستخدام القوة على محمل الجد. لقد حددت حكومة جمهورية الصين الوضع الراهن بطريقة تجعل من الممكن القول بأن إعلان الاستقلال بحكم القانون لا يمثل تغييراً في الوضع الراهن. بعض الصينيين  يعتقد أن هذه الأحداث أدت إلى صياغة قانون مكافحة الانفصال في عامي 2003 و2004.
وفي أوائل عام 2004، تم تقديم مشروع قانون مماثل. بعنوان قانون تعزيز التوحيد الوطني لجمهورية الصين الشعبية (بالصينية: 中华人民共和国国家统一促进法)، قام بتأليفه الأكاديمي الصيني يو يوانتشو (余元洲)، وهو أستاذ من جامعة جيانغهان في ووهان الذي لم يشغل أي منصب حكومي رسمي، كاقتراح لإنشاء أساس قانوني رسمي لتوحيد جمهورية الصين الشعبية مع تايوان. ورغم عدم اتخاذ أي إجراء تشريعي رسمي بشأن الوثيقة، فإن النقاش الحاد الذي دار حولها، والاقتراح بإقرار نوع ما من قانون مناهض للانفصال، اعتبره كثيرون في تايوان دليلاً على النوايا العدائية من جانب حكومة جمهورية الصين الشعبية تجاه مؤيدي استقلال تايوان.
وفي الانتخابات التشريعية التي جرت في ديسمبر 2004 في جمهورية الصين، ورغم أن حزب التقدم الديمقراطي الحاكم زاد من حصته من الأصوات في الهيئة التشريعية وظل الحزب الأكبر هناك، فإن التحالف الأزرق حصل على أغلبية ضئيلة للغاية، وهو ما فاجأ الكثيرين. ومع ذلك، ربما كانت هذه النتيجة أقل من كونها انعكاساً للمشاعر الشعبية، بل كانت بمثابة شهادة على فعالية ترشيح الحزب القومي الصيني للمرشحين بشكل أكثر اقتصاداً (116) مقارنة بالإفراط في ترشيح الحزب الديمقراطي التقدمي للمرشحين (122) وقواعد الحزب القومي الصيني الصارمة في تخصيص الأصوات لمرشحيه داخل الدوائر الفردية.  أنهت نتيجة هذه الانتخابات معظم احتمالات الإعلان الفوري عن الاستقلال، وأثارت تساؤلات حول ما إذا كان هناك بالفعل زيادة في مشاعر الاستقلال التايوانية. ورغم ذلك، واصلت جمهورية الصين الشعبية صياغة قانون مناهضة الانفصال. وكانت الأسباب الرئيسية التي قدمت للمحاورين الأجانب هي أن قيادة جمهورية الصين الشعبية تعتقد أن سياستها تجاه تايوان في الماضي كانت رد فعلية وليست استباقية، وأن من الضروري أن تبدي جمهورية الصين الشعبية المبادرة. وعلاوة على ذلك، أعربت بكين عن عدم ثقتها المتبقية في تشين شوي بيان. لقد زعم العديد من الخبراء الأجانب أن نظام صنع القرار في جمهورية الصين الشعبية كان صارماً، وأن الخطط التي وضعت للتعامل مع انتصار تحالف الخضر قد اكتسبت زخماً كبيراً للغاية بحيث لا يمكن إيقافها.
وعند الإعلان عن صياغة القانون في ديسمبر 2004، قال رئيس لجنة الشؤون القانونية باللجنة الدائمة للمجلس الوطني لنواب الشعب الصيني (بالصينية: 全国人大常委会法制工作委员会负责人) صراحةً أن القانون لم يكن المقصود تطبيقه على هونغ كونغ وماكاو. 

## تطوير
في ديسمبر 2004، أفادت وكالة أنباء جمهورية الصين الشعبية الرسمية (شينخوا) أن المؤتمر الشعبي الوطني سوف يسن في دورته المقبلة "قانوناً لمكافحة الانفصال"، دون تحديد المزيد من التفاصيل.
وفي لحظة اتفاق نادرة، أبدى السياسيون في تايوان من التحالف الأخضر والتحالف الأزرق ردود فعل سلبية تجاه هذا التطور. وقد اقترح بعض السياسيين أن تقوم جمهورية الصين بسن "قانون ضد الضم" لمواجهة قانون جمهورية الصين الشعبية المقترح. وقد كشفت استطلاعات الرأي المختلفة أن 80% من سكان تايوان يعارضون مثل هذا "القانون المناهض للانفصال"، وتتفق الأغلبية على أنه ينبغي إجراء استفتاء دفاعي في إطار التقدم نحو مثل هذا القانون لحماية الوضع الراهن. 
وفي خطابه بمناسبة العام الجديد 2005، علق الرئيس تشين شوي بيان على "قانون مكافحة الانفصال": "إن مثل هذه الإجراءات لن تؤدي من جانب واحد إلى تغيير الوضع الراهن للسلام في مضيق تايوان فحسب، بل إنها ستشكل أيضاً أعظم تهديد للاستقرار الإقليمي والسلام العالمي". في حين قال الزعيم الأعلى لجمهورية الصين الشعبية هو جين تاو : "إننا لن نسمح بالتأكيد لأحد بفصل تايوان عن الصين بأي وسيلة"، في خطابه بمناسبة العام الجديد. 
ويزعم مجلس شؤون البر الرئيسي وحكومة جمهورية الصين أن العلاقة عبر مضيق تايوان لا تشبه الوضع خلال الحرب الأهلية الأمريكية لأن تايوان لم تكن أبدًا جزءًا من جمهورية الصين الشعبية.

## ردود الفعل

### هونغ كونغ
عندما اقترح الباحث القانوني يو يوان تشو قانون التوحيد، أعربت الصحافة في هونغ كونغ عن قلقها من أن يؤدي ذلك إلى تشريع سري لأحكام مكافحة الخيانة أو مكافحة الانفصال المنصوص عليها في المادة 23 من القانون الأساسي في عام 2003. وقد تمت معالجة هذه المخاوف عندما صرح مسؤول من البر الرئيسي الصيني صراحة بأن القانون لن يضاف إلى الملحق الثالث من القانون الأساسي، مما يعني أنه لن يكون قابلاً للتطبيق في هونج كونج. بعد إقرار القانون في مارس 2005، لم يكن هناك رد فعل يذكر في هونج كونج، وكانت أنباء القانون طغت عليها استقالة الرئيس التنفيذي لهونج كونج تونج تشي هوا. على مدى السنوات الخمس عشرة منذ إقرار القانون، ألقى بظلاله الطويلة على هونغ كونغ. 

### تايوان

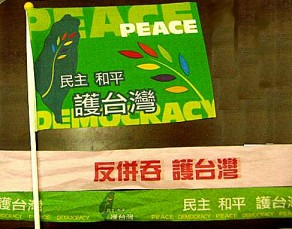
علم التجمع المستخدم في احتجاجات 26 مارس. تقول الكلمة الموجودة على العلم: "الديمقراطية، السلام، حماية تايوان"، بينما يكتب الشريط أدناه: "مكافحة الضم، حماية تايوان".

وفي تايوان، أدان المسؤولون والسياسيون من ائتلاف الخضر وائتلاف الزرق إقرار القانون، على الرغم من وجود اختلافات في محتوى انتقاداتهم. وكان مؤيدو التحالف الأخضر يميلون إلى الرد بغضب على روح ومحتوى القانون باعتباره انتهاكا لما اعتبروه سيادة تايوانية. وعلى النقيض من ذلك، فإن أنصار التحالف الأزرق، رغم تأكيدهم على معارضتهم للقانون والتهديد باستخدام القوة ضد تايوان، دعوا إلى المزيد من الحوار مع جمهورية الصين الشعبية وأشاروا إلى أجزاء من القانون أظهرت فيها بكين مرونة غير مسبوقة حتى الآن.
وأشارت استطلاعات الرأي إلى وجود معارضة واسعة النطاق للقانون بين عامة الناس. وتساءل البعض عما إذا كانت بكين تمتلك السلطة لسن مثل هذا القانون حيث يزعمون أن تايوان لا تخضع لولاية جمهورية الصين الشعبية (انظر الوضع السياسي لتايوان). وكان رد فعل التحالف الأخضر، على وجه الخصوص، هو الرفض القاطع، وكانت هناك دعوات لإقرار "قانون ضد الضم" من قبل الهيئة التشريعية. وأشار رئيس الوزراء فرانك هسيه إلى أن قانون جمهورية الصين الشعبية انتهك بالفعل سيادة جمهورية الصين وبالتالي استوفى المعايير اللازمة لبدء "استفتاء دفاعي" بموجب دستور جمهورية الصين. ومع ذلك، أضاف أن الدعوة إلى استفتاء دفاعي أمر متروك لتقدير رئيس جمهورية الصين.
في 25 مارس 2008، قدم نواب الحزب التقدمي الديمقراطي مشروع قانون بعنوان "قانون السلام لمكافحة الضم" إلى مستوى اللجنة الإجرائية في الهيئة التشريعية، والذي كان من شأنه أن ينص على أن "تايوان والصين ليستا تابعتين لبعضهما البعض"؛ وأن "تايوان دولة ذات سيادة"؛ وأن "العلاقة بين تايوان والصين هي علاقة بين دولتين". وكان من المفترض أن يعبر البيان عن الأمل في حل قضية تايوان سلميا، ولكن إذا تغير الوضع الراهن في مضيق تايوان، فإن الرئيس سيكون لديه السلطة للتعامل بشكل غير سلمي مع "ضم الصين". تم رفض مشروع القانون على مستوى اللجنة الإجرائية بأغلبية 11 صوتًا مقابل صوتين ولم يتم عرضه على الهيئة التشريعية. 

### الاستجابات الدولية
وعلقت وزيرة الخارجية الأميركية كونداليزا رايز بأن القانون "ليس ضروريا"، في حين وصف المتحدث باسم البيت الأبيض سكوت ماكليلان اعتماده بأنه "مؤسف"، مضيفا أنه "لا يخدم غرض السلام والاستقرار في مضيق تايوان". وفي حديثها عن القانون، كررت الولايات المتحدة أنها تظل داعمة لسياسة الصين الواحدة كما تحددها الولايات المتحدة، وأنها لا تدعم استقلال تايوان، وتعارض أي عمل أحادي الجانب لتغيير الوضع الراهن. وافق مجلس النواب الأمريكي على قرار ينتقد جمهورية الصين الشعبية بسبب موافقتها على القانون في بكين. أعرب القرار عن القلق البالغ بشأن القانون وقال إن قانون جمهورية الصين الشعبية يوفر مبررًا قانونيًا لجمهورية الصين الشعبية لاستخدام القوة ضد تايوان، على حد تعبيره، لتغيير الوضع الراهن في المنطقة. 
ورداً على سن قانون جمهورية الصين الشعبية، أصدر الاتحاد الأوروبي بياناً حث فيه "جميع الأطراف على تجنب أي عمل أحادي الجانب من شأنه أن يؤجج التوترات"، واستذكر "المبادئ الثابتة التي توجه سياسته، وهي التزامه بمبدأ الصين الواحدة والحل السلمي للنزاعات... ومعارضته لأي استخدام للقوة".   وفي وقت لاحق، في 14 أبريل 2005، اعتمد البرلمان الأوروبي تقريراً بمبادرة ذاتية من عضو البرلمان الأوروبي إلمار بروك، حيث تنص الفقرة 33 على ما يلي:
[يعرب البرلمان الأوروبي] عن قلقه العميق إزاء العدد الكبير من الصواريخ في جنوب الصين الموجهة عبر مضيق تايوان وإزاء ما يسمى "قانون مكافحة الانفصال" لجمهورية الصين الشعبية الذي يؤدي بشكل غير مبرر إلى تفاقم الوضع عبر المضيق؛ ويدعو جمهورية الصين الشعبية وجمهورية الصين في تايوان إلى استئناف المحادثات السياسية على أساس التفاهم والاعتراف المتبادلين من أجل تعزيز الاستقرار والديمقراطية وحقوق الإنسان وسيادة القانون في شرق آسيا. 
صرح وزير الخارجية الأسترالي ألكسندر داونر أنه في حالة وقوع حرب في مضيق تايوان، فسوف تكون أستراليا ملزمة بموجب معاهدة أنزوس بالتشاور مع الولايات المتحدة، ولكن اعتمادًا على الموقف فإن ذلك لن يلزم أستراليا بالضرورة بالحرب. وقال "إننا لا نعتقد أن جمهورية الصين الشعبية ينبغي أن تحل مسألة وضع تايوان عسكريا، بل ينبغي أن يتم ذلك من خلال المفاوضات مع تايوان". وأضاف داونر أن أستراليا كانت تفضل ألا تقوم الصين بإصدار قانون مكافحة الانفصال. 